# Vezzani
Vezzani – miejscowość i gmina we Francji, w regionie Korsyka, w departamencie Górna Korsyka.
Według danych na rok 1990 gminę zamieszkiwało 336 osób, a gęstość zaludnienia wynosiła 7 osób/km².